# Виногради Лудбрешки
Виногради Лудбрешки су насељено место у саставу града Лудбрега у Вараждинској жупанији, Хрватска. До територијалне реорганизације у Хрватској налазили су се у саставу старе општине Лудбрег.

## Становништво
На попису становништва 2011. године, Виногради Лудбрешки су имали 648 становника.

## Попис1991.
На попису становништва 1991. године, насељено место Виногради Лудбрешки је имало 480 становника, следећег националног састава:
| Попис 1991.‍  | Попис 1991.‍  | Попис 1991.‍ | Попис 1991.‍ | Попис 1991.‍ |
| ------------ | ------------ | ----------- | ----------- | ----------- |
|              |              |             |             |             |
| Хрвати       | Хрвати       |             | 467         | 97,29%      |
| Роми         | Роми         |             | 9           | 1,87%       |
| Словенци     | Словенци     |             | 2           | 0,41%       |
| Срби         | Срби         |             | 1           | 0,20%       |
| неопредељени | неопредељени |             | 1           | 0,20%       |
| укупно: 480  |              |             |             |             |